# Isabel Castañé
Isabel Castañé López (Sabadell, Barcelona, España; 2 de junio de 1946) es una exnadadora, campeona y plusmarquista de España en estilo braza. Fue, con Rita Pulido, la primera nadadora olímpica española, en Roma 1960.

## Trayectoria
Isabel Castañé participó en los Juegos Olímpicos de Roma 1960 con 14 años, convirtiéndose en una de las atletas olímpicas más jóvenes de la historia, hasta ese momento. Por entonces solo llevaba cinco meses compitiendo en las piscinas, en los que había logrado el campeonato de España de los 200 metros braza y un récord nacional de los 100 metros braza. Por este motivo, y a pesar de no haber obtenido las marcas mínimas exigidas, el Comité Olímpico Español la seleccionó para los Juegos. Castañé y la también nadadora Rita Pulido fueron las dos únicas mujeres que integraron la delegación olímpica española en Roma. Repitió experiencia olímpica en Tokio 1964, además de disputar dos Campeonatos de Europa, en 1962 y 1966. En total, formó parte de la selección española en 44 ocasiones a lo largo de su carrera. 
Castañé desarrolló toda su carrera en el Club Natació Sabadell. Fue seis veces consecutivas campeona de España de 200 metros braza (1960-65) y estableció 47 récords nacionales, además de conquistar trece campeonatos de Cataluña. Tras su retirada se trasladó a los Países Bajos, donde siguió vinculada a la natación.

## Premios y reconocimientos
- Premio a la mejor deportista española del año de El Mundo Deportivo (1962 y 1964)
- Premio a la mejor deportista del año de Sabadell (1965)
- Placa de honor de la Real Federación Española de Natación (1964)[4]
- Medalla de oro de servicios distinguidos de la Real Federación Española de Natación (1966)[5]